# INTERMAGNET
INTERMAGNET (acronim pentru International Real-time Magnetic Observatory Network) este rețeaua globală de observatoare care monitorizează câmpul magnetic al Pământului, transmițând datele în timp (cvasi)real.
Datele sunt colectate de cinci Noduri de Informație Geomagnetică (Geomagnetic Information Nodes, prescurtat GIN) conectate la observatoarele INTERMAGNET prin telefon, satelit și rețele de calculatoare. Datele de observație, sub forma de valori medii pe intervale de câte un minut, sunt transmise GINurilor într-un răstimp de 72 de ore de la înregistrare.
În prezent participă la programul INTERMAGNET institute din 42 de țări:
Algeria • Argentina • Australia • Belgia • Brazilia • Bulgaria • Canada • Republica Centrafricană • China (CAS) • China (CSB) • Republica Cehă • Danemarca • Etiopia • Finlanda • Franța • Germania • Ungaria • India • Irlanda • Italia • Japonia • Kazahstan • Liban • Madagascar • Mexic • Noua Zeelandă • Peru • Polonia • România • Rusia • Senegal • Serbia • Slovacia • Africa de Sud • Spania • Suedia • Turcia • Ucraina • Regatul Unit al Marii Britanii și al Irlandei de Nord • Statele Unite ale Americii • Vietnam • Samoa
Nodurile de Informație Geomagnetică se află la:
Edinburgh (Scoția) • Golden (Colorado) • Kyoto (Japonia) • Hiraiso (Japonia) • Ottawa (Canada) • Paris (Franța)
România este reprezentată în INTERMAGNET de Observatorul Geomagnetic Național Surlari „Liviu Constantinescu”, unitate de cercetare a Institutului Geologic al României